# Leo Glavine
Pour les articles homonymes, voir Glavine.
 (septembre 2021).
Leo Glavine, né en 1948, est un homme politique (néo-écossais) canadien. 
Membre du Parti libéral, il est le député de la circonscription de Kings-Ouest à l'Assemblée législative de la Nouvelle-Écosse depuis l'élection provinciale du 5 août 2003 jusqu'en 2021.
Il a été enseignant et administrateur d'une école secondaire. Il est marié et lui et sa femme ont trois fils.

## Carrière politique
Leo Glavine a été ministre de la Santé et du Mieux-être et, depuis le 15 juin 2017, il est ministre des Communautés, de la Culture et du Patrimoine, ministre des Aînés,, ministre responsable de la Heritage Property Act et ministre du Secteur bénévole.